# Wishmastour 2000
Wishmastour 2000 es el primer álbum recopilado de la banda finlandesa de metal sinfónico Nightwish. El recopilado contiene una sola canción del álbum Wishmaster, que de hecho aparece en el álbum oficial.
Las otras canciones son de su primer y segundo álbum Angels Fall First y Oceanborn.

## Canciones
1. Wishmaster
2. Sleepwalker (heavy version)
3. Passion and the Opera (editada)
4. Nightquest
5. A Return to the Sea
6. Once Upon a Troubadour

- Datos: Q1933593